# Stéphan Perrot
Stéphan Perrot (Niza, Francia, 19 de junio de 1977) es un nadador retirado especializado en pruebas de estilo braza, donde consiguió ser campeón de Europa en la prueba de 200 metros braza durante el Campeonato Europeo de Natación de 1999 y durante el Campeonato Europeo de Natación en Piscina Corta de 2000.
Representó a Francia en los Juegos Olímpicos de Atlanta 1996 y Sídney 2000.

## Palmarés internacional
| Campeonato Europeo de Natación en Piscina Corta | Campeonato Europeo de Natación en Piscina Corta | Campeonato Europeo de Natación en Piscina Corta | Campeonato Europeo de Natación en Piscina Corta |
| Año                                             | Lugar                                           | Medalla                                         | Prueba                                          |
| ----------------------------------------------- | ----------------------------------------------- | ----------------------------------------------- | ----------------------------------------------- |
| 2000                                            | Valencia (España)                               | Medalla de oro                                  | 200 m braza                                     |
| Campeonato Europeo de Natación                  |                                                 |                                                 |                                                 |
| Año                                             | Lugar                                           | Medalla                                         | Prueba                                          |
| 1999                                            | Estambul (Turquía)                              | Medalla de oro                                  | 200 m braza                                     |
| 1999                                            | Estambul (Turquía)                              | Medalla de bronce                               | 100 m braza                                     |